# Åke Nyqvist
Åke Nyqvist, född 28 januari 1924 i Grödinge församling i Stockholms län, död 13 december 2001 i Gustav Vasa församling i Stockholm, var en svensk jurist.
Nyqvist var yngsta sonen till byggnadsingenjören Ivar Nyqvist i hans andra äktenskap med Lilly von Goës. Efter studentexamen i Stockholm 1945 följde akademiska studier och 1953 blev han juris kandidat. Han var  sekreterare vid svenska konsulatet i Bryssel och representant för STF i Belgien och Luxemburg 1953–1954, hade sin tingstjänstgöring vid Södertörns domsaga 1955–1956 och verkade vid Stockholms stads rättshjälpsanstalt från 1957. Åke Nyqvist bedrev egen advokatverksamhet från 1960. Han var ledamot av Ordo Sancti Michaelis Equest-rorum Sueciae. 1960 blev han ledamot av Advokatsamfundet.
Första gången var han gift 1953–1970 med försäkringstjänstemannen, sekreteraren Gerd Nordborg (1924–2014), dotter till kamrer Torsten Nordborg och Ellen Grönlund (samt syster till konstnären Bertil Heglands hustru Britt). I första äktenskapet hade han adoptivsonen Michael Nyqvist (1960–2017). Andra gången var han sedan gift 1984–1988 med Birgitta Bergendahl (född 1936). Han är begravd i von Goës familjegrav på Norra begravningsplatsen i Stockholm.